# Полизахарид
Полизахаридите са полимерни въглехидрати, образувани от повтарящи се единици (моно- или дизахариди) свързани заедно чрез гликозидна връзка. Те често са линейни, но може да бъдат и разклонени в различна степен. Често полизахаридите са доста хетерогенни, съдържащи малки модификации при градивните си мономери. В зависимост от структурата си тези макромолекули може да имат различни свойства от изграждащите ги монозахариди. Те може да са аморфни или дори неразтворими във вода.
Когато всички монозахариди, изграждащи полизахарида, са от един и същи вид (напр. α-D-Глюкоза), той се нарича хомополизахарид (от гръцки хомо еднакъв) или хомогликан. Когато обаче се съдържат повече видове мономери, полизахаридът се нарича хетерополизахарид (от гръцки хетеро различен) или хетерогликан.
Примери за полизахариди са запасни вещества, като нишесте и гликоген, както и структурни полизахариди, като целулоза и хитин.
Полизахаридите имат обща формула Cx(H2O)y, където x обикновено е голямо число между 200 и 2500. Изхождайки от факта, че повтарящите се единици в полимерния скелет са шест въглеродни монозахариди, общата формула може да се представи като (C6H10O5)n, където 40≤n≤3000.

## Запасни полизахариди

### Нишесте
Нишестето е глюкозен полимер, чиито глюкопиранозни единици са свързани чрез α- връзка. Изградено е от комбинирани амилоза (15 – 20%) и амилопектин (80 – 85%). Амилозата се състои от линейна верига, изградена от няколкостотин глюкозни остатъка, а амилкопектинът е разклонен и съдържа няколко хиляди глюкозни остатъка (всяка верига по 24 – 30 глюкозни остатъка). Нишестето е неразтворимо във вода. Може да бъде разградено чрез хидролиза, катализирана от ензим наречен амиалаза, който къса α-гликозидните връзки. Човекът и другите животни синтезират амилаза, така че са в състояние да смилат нишесте. Картофи, ориз, жито и царевица са основните източници на нишесте в човешката диета. Синтезът на нишесте е способът на растенията да складират глюкоза.

### Гликоген
Гликогенът е полизахарид, срещан в животните, и е изграден от глюкозни остатъци. Веригата му е силно разклонена. Складира се в черния дроб и мускулите. Неразтворим е във вода и при реакция с йод дава червено оцветяване.

## Видове

### Арабиноксилани
Арабиноксиланите се откриват в първичната и вторичната клетъчна стена на растенията. Основната им градивна единица е дизахарид, изграден от две пентози: арабиноза и ксилоза.

### Целулоза
Целулозата е основен структурен компонент на растенията. Дървесината е изградена предимно от целулоза и лигнин, докато повечето видове хартия, а също и памукът са почти чиста целулоза. Целулозата е полимер, изграден от повтарящи се глюкозни единици, свързани чрез β-гликозидна връзка. Хората, както и много животни, нямат ензим, който да къса β- връзките, така че те не са в състояние да храносмилат целулозата. Някои животни могат да я усвояват благодарение на ензим, отделян от бактерии, обитаващи червата им. Класически пример са термитите. Целулозата не се разтваря във вода и не дава цветна реакция с йод. Тя е най-разпространеният въглехидрат в природата.

### Хитин
Хитинът е един от многото природни полимери. Представлява дълга неразклонена верига, изградена от N-ацетилглюкозамин (2-(ацетиламино)-2-деокси-D-глюкоза). Той е един от най-разпространените природни материали на Земята и е основният компонент на клетъчната стена при гъбите, екзоскелетът при членестоногите (напр. насекоми, раци и др.), радулата и клюна на мекотелите. В структурно отношение хитинът може да се сравни с целулозата, докато във функционално е по-близък до протеина кератин при хората. Неговото разграждане се катализира от ензим, наречен хитиназа, секретиран от някои микроорганизми, като бактерии и фунги, както и от някои растения.
От химична гледна точка хитинът е близък на хитозана (по-добре разтворим дериват на хитина).

### Пектини
Пектините са семейство от комплексни полизахариди, изградени от 1,4-свързани остатъци на α-D-галактосилуронова киселина. Те се срещат в първичната клетъчна стена на растенията и недървесинните части на сухоземните растения.

## Киселинни полизахариди
Киселинни полизахариди са полизахаридите, съдържащи карбоксилна група, фосфатна група и/или сулфириново естерна група.

## Бактериални полизахариди
Бактериалните полизахариди представляват разнообразна група от макромолекули, като пептидогликан, липополизахариди, бактериална капсула и ексополизахариди; съединения, които обхващат множество функции: компоненти на клетъчната стена (напр. пептидогликан), важни вирулентни фактори (напр. поли-N-ацетилглюкозамин в S. aureus), фактори обезпечаващи преживяването на бактериите при неблагоприятни усливия (напр. Pseudomonas aeruginosa в човешки бял дроб). Полизахаридната биосинтеза е фино регулирана, и е енергоемък процес. Разбирането на тънките взаимовръзки между регулация, „енергийна ефективност“, модификации и синтез, както и външните екологично проявления са от критично значение за човешкото познание. Потенциалните изгоди са огромни и се изразяват във възможността за създаване на нови антибактериални стратегии (напр. нови антибиотици и ваксини), както и създаването и усъвършенстването на нови промишнели методи и способи.

### Бактериални капсулни полизахариди
Патогенните бактерии обикновено изграждат около себе си плътен мукозен слой от полизахариди. Тази „капсула“ покрива антигенните протеини на бактериалната повърхност, които в противен случай биха инициирали имунен отговор, който би довел до унищожаването на бактерията. Капсуларните полизахариди са водоразтворими, обикновено кисели и имат молекулна маса от рода на 100 – 1000 kDa. Те са линейни и се състоят от периодично повтарящи се мотиви изградено от един до шест монозахарида. Съществува огромно структурно разообразие; близо две хиляди различни полизахариди се синтезират само от E. coli. Смес от капсуларни полизахариди както и техни конюгати се използват като ваксини.
Бактериите както и другите микроорганизми, като фунги (гъби) и алги (водорасли), често секретират полизахариди като адаптационен механизъм, за да се залавят по-лесно към повърхността или за да се предпазят от изсъхване.
Повечето от тези полизахариди показват полезни вискозо-еластични свойства, когато бъдат разтворени в много малки количества във вода.
Повърхностните полизахаиди играят различна ропя в бактериалната екология и физиология. Те служат като бариера между клетъчната стена и обкръважащата среда, опосредстват взаимодействието патоген-гостоприемник, и формират структурния компонент на биофилмите. Тези полизахариди се синтезират от нуклеотид-активирани прекурсори и в повечето случаи всички ензими необходими за синтезата, сглобяването и транспорта на целия полимер са кодирани от гени организирани в отелен клъстер (оперон), така че да бъдат транскрибирани групово. Липополизахаридите са едни от най-важните за клетъчната повърхност полизахариди, тъй като играят ключова структурна роля за целостта на външната мембрана, както и за взаимодействието патоген-гостоприемник.
Ензимите, изграждащи A-band (хомополимерни) и B-band (хетерополимерни) O-антигени, са индентифицирани, а метаболитните пътища установени. Екзополизахаридът алгинат, който е линеен ко-полимер на β-1,4-свързани остатъци на D-мануронова киселина и L-гулуронова киселина, е отговорен за микоидния фенотип при късната фаза на заболяването муковисцидоза. pel и psl локусите са два открити генни клъстера, които също кодират екзополизахарид, важен за формирането на биофилма. Рамнолипид е биосърфактант, чиято синтеза е фино регулирана на ниво транскрипция, но точната му роля в заболяването не е установена все още. Гликозилирането на протеините пипин и флагелин е обект на изследване и е установено, че е отговорен за адхезията и инвазията при бактериална инфекция.